# Leo G. Carroll
Leo Gratten Carroll (25 de outubro de 1886 — 16 de outubro de 1972) foi um ator inglês. Ele participou de mais de 40 filmes e 300 peças desde que fez sua estréia em 1908, aos 16 anos. Seus filmes incluem: O Morro dos Ventos Uivantes, Suspeita, A Casa da Rua 92, Rebecca, a Mulher Inesquecível, Quando Fala o Coração, Father of the Bride e Intriga Internacional